# Cirrus
Le cirrus est un genre de nuage présent dans la couche supérieure de la troposphère (entre 5 000 et 14 000 mètres d'altitude,, dépendant de la latitude et de la saison), formé de cristaux de glace. Ces nuages ont l'apparence de filaments blancs et ne causent pas de précipitations. On le compare souvent à des cheveux d'ange.
Les cirrus, bien que ténus, ont un effet notable sur le bilan radiatif de la planète, tant à cause de la réflexion de rayonnement solaire vers l'espace (refroidissement) que par leur effet dans le domaine thermique (réchauffement). Les traînées de condensation d'avions sont des cirrus homogenitus. Les cirrus sont également présents sur d'autres planètes, notamment Mars, Jupiter, Saturne ou Uranus[réf. nécessaire], et certains de ces cirrus sont composés d'ammoniac ou de méthane glacé, plutôt que d'eau comme sur Terre. Le terme cirrus est également applicable à certains nuages interstellaires[réf. nécessaire] composés de grains micrométriques de poussières.

## Étymologie
Le terme « cirrus », signifie « boucle de cheveux » en latin. Il a été donné à ce nuage en référence à la forme typique des cirrus uncinus (en « virgule »), qui ressemble à une boucle de cheveux.

## Interprétation météorologique

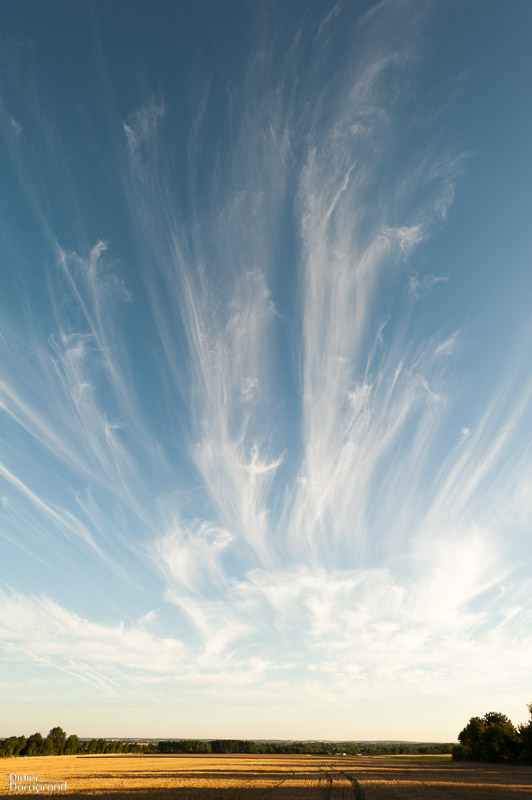
Cirrus fibratus dans un ciel d'été - sud 79 - France.

L'apparition de cirrus résulte de la présence d'une certaine humidité dans les couches supérieures de l'atmosphère. On notera que les cirrus se formeront dès que l'humidité atteint 73 % et non à 0 % comme il est parfois affirmé.
Dans un ciel bleu, il annonce généralement l'arrivée d'un front chaud. En effet, celui-ci cause un soulèvement à grande échelle menant à la congélation de l'humidité en cristaux de glace. Ceux-ci sont petits et clairsemés et ne forment donc que ces nuages très minces et effilochés. Des cirrus peuvent également être produits à partir d'autres nuages, comme la région supérieure, ou enclume, du cumulonimbus.

### Causes naturelles
Selon une étude récente, les fines particules issues des déserts et des plaines, balayées par les vents puis transportées dans la haute atmosphère, jouent un rôle majeur dans la formation des cirrus.

### Causes non naturelles
Les avions utilisant des turboréacteurs comme moyen de propulsion produisent des cirrus induits par les traînées de condensation.
Le laser téramobile pourrait, sous certaines conditions, augmenter le taux de glace dans les nuages de type cirrus.

## Nuage vu d'avion
Au-dessous du nuage
Un cirrus a la forme d'un ensemble de filaments blancs et délicats ou de bancs et bandes étroites. On distingue les cirrus des cirrocumulus par l'absence de petits éléments arrondis.
À l'intérieur du nuage
Le nuage n'a pas d'intérieur à proprement parler.
Au-dessus du nuage
Un banc de cirrus ressemble à un banc de brume sèche à travers lequel il est possible de voir le sol.

## Espèces et variétés
Le cirrus se subdivise en différentes espèces selon leur mécanisme de formation. Ces espèces se subdivisent également en variétés selon leur forme :
Espèces
- Cirrus castellanus
- Cirrus fibratus
- Cirrus spissatus
- Cirrus floccus
- Cirrus uncinus

Variétés
- Cirrus duplicatus
- Cirrus homogenitus ou traînée de condensation due aux avions.
- Cirrus intortus
- Cirrus radiatus
- Cirrus vertebratus